# Madisonville, Tennessee
Madisonville är administrativ huvudort i Monroe County i Tennessee. Vid 2020 års folkräkning hade Madisonville 5 132 invånare.